# Sumio Endo
Pour les articles homonymes, voir Endo.
Sumio Endo (遠藤 純男, Endō Sumio), né le 3 octobre 1950 à Koriyama, est un judoka japonais. Il est médaillé de bronze olympique en 1976 en catégorie des plus de 93 kg.

## Palmarès international
| Année | Compétition           | Lieu     | Résultat | Catégorie         |
| ----- | --------------------- | -------- | -------- | ----------------- |
| 1974  | Championnats d'Asie   | Séoul    | 1er      | Plus de 93 kg     |
| 1974  | Championnats d'Asie   | Séoul    | 2e       | Toutes catégories |
| 1975  | Championnats du monde | Vienne   | 1er      | Plus de 93 kg     |
| 1976  | Jeux olympiques       | Montréal | 3e       | Plus de 93 kg     |
| 1979  | Championnats du monde | Paris    | 1er      | Toutes catégories |